# Milady de Winter
Milady de Winter – postać stworzona przez Aleksandra Dumasa, pojawia się w jego powieści „Trzej muszkieterowie”. Agentka kardynała Richelieu, czarny charakter powieści, typowa „femme fatale”. Żona jednego z tytułowych muszkieterów – Atosa.

## Wygląd postaci
Dwudziestopięcioletnia kobieta, blondynka, oczy niebieskie, smukły wygląd. Pociągała bardzo mężczyzn. W powieści znakiem szczególnym Milady była ruda lilia, wypalona na lewym ramieniu. Piętno było małe i – na skutek stałego używania maści – nieco zatarte. Ponadto Milady starała się zatuszować znamię grubą warstwą pudru (w filmach Richarda Lestera zawiązuje ramię czarną wstążką).

## Nazwiska używane przez postać
- Karolina Backson
- Anna de Bueil
- hrabina de La Fère
- Lady Clarick
- hrabina de Winter
- Milady de Winter

## Koneksje rodzinne i nie tylko
- młody ksiądz, brat kata z Lille – pierwszy kochanek
- hrabia de La Fère (Atos) – pierwszy mąż, wróg
- lord de Winter – drugi mąż
- młodszy lord de Winter – szwagier, brat drugiego męża
- John Franciszek de Winter (Mordaunt) – syn z drugiego małżeństwa, mściciel
- kardynał Richelieu – pryncypał
- hrabia de Wardes – główny kochanek
- D’Artagnan – kochanek i wróg
- kat z Lille – wróg

## Biografia postaci
Urodziła się we Francji około 1603 r. Nie znamy jej miejsca urodzenia, wiemy jednak, że to było w okolicach Béthune, bowiem w rozmowie z Rochefortem Milady mówi, że zna te okolice, ponieważ się w nich wychowała. Nie znamy też prawdziwego nazwiska Milady, choć można przypuszczać, że brzmiało ono Karolina Backson, bo ostatecznie takie podaje Atos, kiedy odbywa z przyjaciółmi sąd nad nią. Jako bardzo młoda dziewczyna wstąpiła do klasztoru. Życie klasztorne szybko ją znudziło, więc uwiodła młodego księdza i została jego kochanką. We dwoje postanowili uciec i rozpocząć nowe życie. Na to trzeba było jednak pieniędzy. Ksiądz więc okradł miejscowy kościółek z naczyń liturgicznych i sprzedał je. Jego przestępstwo wyszło jednak na jaw i został aresztowany, a następnie jego starszy brat, kat z Lille, osobiście wypalił mu znak „czarnej lilii” na ramieniu. Kat jednak na tym nie poprzestał i postanowił schwytać kobietę, która doprowadziła jego brata do zguby. Zaczął ją ścigać, wskutek czego Karolina została uwięziona i również napiętnowana małą czarną lilią. Wraz ze swym kochankiem uciekła jednak z więzienia – kat z Lille został wówczas oskarżony o współudział w ucieczce brata i trafił do lochu. Tymczasem Karolina przybrała nazwisko Anna de Bueil i wraz z kochankiem, którego przedstawiała jako swojego brata, podróżowała po Francji. Trafiła na ziemie młodego, dwudziestopięcioletniego wówczas hrabiego de La Fère i rozkochała go w sobie, tak że ten ożenił się z nią, pomimo sprzeciwu rodziny – dziewczyna miała wtedy dopiero szesnaście lat, a przyszły małżonek praktycznie nic o niej nie wiedział. Ślubu udzielał im jej dotychczasowy kochanek, któremu kobieta swoim czynem złamała serce. Zrozpaczony wrócił do więzienia uwalniając w ten sposób swojego brata. Jednakże długo nie wytrzymał rozstania z ukochaną i powiesił się w celi. Nie wiadomo, czy Anna o wszystkim wiedziała. Prawdopodobnie tak, lecz niewiele by ją to obeszło. 
Hrabina de La Fère niedługo jednak cieszyła się swoim tytułem. Podczas polowania spadła z konia. Mąż ruszył jej na pomoc, zobaczył, że kobieta się dusi, więc rozerwał jej suknię, by mogła lepiej oddychać. Wówczas przekonał się, że jest napiętnowana. Hrabia miał na swych ziemiach prawo wymierzania wszelkiej sprawiedliwości i powiesił ją na miejscu (wciąż nieprzytomną). Dumas nie wyjaśnia, jakim sposobem udało jej się przeżyć egzekucję i zbiec do Anglii. Prawdopodobnie hrabia nie wykonał zadania prawidłowo, gdyż nie był zawodowym katem i nie wiedział, jak się wiesza ludzi. Związał nieprzytomnej żonie ręce, powiesił ją i odjechał. Prawdopodobnie wówczas pętla się rozwiązała, sznur lub gałąź pękła i hrabina ocknąwszy się zrozumiała, jak poważne szanse daje jej teraz los. Bojąc się odkrycia przez męża, że żyje, uciekła do Anglii. Tam zaś uwiodła starszego lorda de Winter i została jego żoną, otrzymując zarazem tytuł Lady Clarick. W krótkim czasie urodziła mężowi syna – Johna Franciszka de Winter. Wkrótce potem lord de Winter zmarł w nieznanych okolicznościach, na jego ciele pojawiły się liczne sine plamy, skutek otrucia (najprawdopodobniej został on zabity przez żonę). Młoda wdowa zaś zaczęła pojawiać się na dworze, gdzie poznała samego księcia Buckingham, z którym prawdopodobnie nawiązała romans. Około 1624 roku lady de Winter wróciła do Francji i przybierając przydomek „Milady”, weszła na usługi kardynała Richelieu. W roku 1625 przekazała swemu mocodawcy poprzez hrabiego de Rochefort wieści o przybyciu księcia Buckingham do Francji. Następnie powróciła do Anglii. W 1626 r. na polecenie kardynała zdobyła podstępem dwie diamentowe zapinki od księcia Buckingham – tańczyła z księciem na balu i potajemnie obcięła mu za pomocą nożyczek owe zapinki, a następnie przesłała je kardynałowi. Była to akcja „Diamenty królowej”. Nie powiodła się ona jednak kardynałowi.
Kilka miesięcy później przybyła Milady do Francji wraz ze swoim szwagrem, młodszym lordem de Winter. Podczas mszy w kościele zwrócił na nią uwagę d’Artagnan, a także Portos, który na złość swojej kochance podał Milady wodę święconą. Tego samego dnia Milady publicznie pokłóciła się ze swoim szwagrem. Wówczas w jej obronie wystąpił d’Artagnan, który wyzwał lorda na pojedynek i zwyciężył. Lord i d’Artagnan zawarli po tym starciu przyjaźń, pan de Winter zaprosił również d’Artagnana do swego domu we Francji i zapoznał go z Milady. Potem lord wrócił do Anglii, Milady zaś nadal została na swoim miejscu i romansowała z hrabią de Wardes, równocześnie dając nadzieję d’Artagnanowi. Miała za złe chłopakowi, że nie uśmiercił on w pojedynku jej szwagra, gdyż gdyby to zrobił, ona mogłaby liczyć na spadek po nim. Nienawidziła również d’Artagnana za to, iż udaremnił on akcję „diamenty królowej” i wygrywając z nią ośmieszył ją w oczach kardynała. Kobieta pragnęła zemsty. Uwodziła chłopaka, jednocześnie wciąż wzdychając za hrabią de Wardes. Nie spodziewała się jednak, że jej służąca Ketty, zakochana w młodym Gaskończyku, wyzna mu prawdę o jej poczynaniach. Listy od Milady do hrabiego trafiały nie do adresata, ale do rąk d’Artagnana. Młody muszkieter postanowił się więc odegrać na Milady. Przyszedł do niej późno wieczorem i jako hrabia de Wardes spędził z nią noc – kobieta nie poznała się na oszustwie. Otrzymał od niej również (jako de Wardes) zadanie zabicia d’Artagnana (czyli samego siebie) – zapłatą za tę usługę miała być jej wieczna miłość oraz pierścień, który mu w tę noc ofiarowała. Był to ten sam pierścień, jaki otrzymała od hrabiego de La Fère w dniu swojego ślubu. Wkrótce potem jednak Milady uraziła się na hrabiego po otrzymaniu od niego listu, w którym pisał on, że ma wiele kochanek i każdą z nich musi zadowolić, a kiedy przyjdzie jej kolej, to da jej znać – list ten w rzeczywistości napisał d’Artagnan. Wówczas kobieta zaprosiła do siebie młodego Gaskończyka i spędzając z nim noc próbowała go namówić do zabicia w pojedynku hrabiego de Wardes. D’Artagnan nierozważnie przyznał się wówczas Milady do swojego oszustwa i podczas szarpaniny z nią rozdarł jej rękaw od nocnej koszuli i zobaczył na jej ramieniu czarną lilię. Milady wówczas chciała go zabić za pomocą sztyletu, Gaskończykowi udało się jednak zbiec.
Milady nie zapomniała d’Artagnanowi tego, że odkrył jej sekret. Próbowała go zabić, nasyłając na niego dwóch zbirów. Gdy plan się nie powiódł, przysłała mu kilka butelek zatrutego wina, pisząc, że to wino od jego przyjaciół: Atosa, Portosa i Aramisa. Tylko niebywałe szczęście (otrucie się tym winem jednego z niedoszłych zabójców) ocaliło Gaskończyka. Nieco później, w oberży „Pod Czerwonym Gołębnikiem” Milady spotkała się z kardynałem Richelieu, który zlecił jej przekonanie księcia Buckingham, by ten nie wspierał hugenotów spod La Rochelle. Gdyby jednak książę nie posłuchał perswazji, wówczas miała go zabić. W zamian za wykonanie zadanie Milady zażądała pisemnego pozwolenia na zabicie d’Artagnana i jego ukochanej Konstancji. Kardynał wyraził zgodę i podpisał dokument, który brzmiał następująco: Z mojego rozkazu i dla dobra kraju osoba posiadająca ten dokument uczyniła to, co uczyniła. Richelieu. Chwilę po odjeździe kardynała w pokoju Milady zjawił się Atos, w którym Milady rozpoznała swojego męża, hrabiego de La Fère. Doszło wówczas do „sceny małżeńskiej”. Atos zagroził Milady śmiercią, jeśli ta skrzywdzi d"Artagnana, Milady jednak nie przestraszyła się jego słów. Nie chciała również oddać mężowi glejtu, który podpisał kardynał i zrobiła to dopiero pod wpływem argumentu, jakim był pistolet.
Pomimo straty tak cennej broni, jaką był glejt, Milady udała się do Anglii. Tam jednak schwytał ją i uwięził porucznik John Felton, oficer na usługach lorda de Winter. Odwiózł on ją do zamku lorda, który powiedział, że wie od d’Artagnana wszystko o jej tajnej misji i nie dopuści do jej wykonania. Zamknął ją w jednym z pokoi przerobionych na celę, jako strażnika zaś umieścił Feltona. Milady spędziła tam pięć dni, skutecznie uwodząc nieczułego dotąd na kobiece wdzięki Feltona. Udała przed nim purytankę i wmówiła mu, że książę Buckingham to zdrajca ich protestanckiej sprawy, a ponadto ona, lady Clarick, była więziona przez księcia, zgwałcona i niesłusznie napiętnowana. Piątego dnia niewoli udała nawet, że przebija się z rozpaczy nożem, co doprowadziło Feltona do tego, że uwierzył we wszystko, co mu mówiła. Szóstego dnia Felton, którego przezorny lord de Winter odesłał z zamku, wrócił po Milady i nie tylko pomógł jej w ucieczce, ale również osobiście zasztyletował księcia Buckingham. Misja Milady została wykonana.
Po tych wydarzeniach Milady wróciła do Francji i schroniła się przed ewentualnym pościgiem w klasztorze w Béthune, udając przeciwniczkę kardynała, czym zyskała sympatię matki przełożonej. W klasztorze przypadkiem spotkała Konstancję Bonacieux, ukrywającą się tu przed kardynałem pod imieniem Ketty. Gdy Milady dowiedziała się, że w klasztorze jest dziewczyna o tym imieniu sądziła, że to jej służąca i postanowiła ją ukarać za zdradę w sprawie listów. Szybko jednak odkryła, iż to zupełnie inna osoba, a konkretnie wybranka serca d’Artagnana. Milady postanowiła więc skorzystać z nadarzającej się właśnie okazji i wyrównać rachunki z młodym muszkieterem. Nawiązała z Konstancją znajomość i zdobyła jej zaufanie. Wkrótce do klasztoru przybył hrabia de Rochefort, sługa kardynała. Milady przekazała mu relacje ze swojej misji, ale nie odjechała z nim, gdyż chciała zakończyć prywatne porachunki z d’Artagnanem. Przekazała tylko swoje propozycje względem czterech muszkieterów – poleciła usunąć Atosa i d’Artagnana jako ludzi niewygodnych, zaproponowała jednak pozostawienie przy życiu Portosa i Aramisa (pierwszego uznała za nieszkodliwego głupca, drugiego za pożytecznego ze względu na swe znajomości). Poprosiła też, by hrabia zostawił jej swoją karetę i napisała mu na kartce, gdzie się zatrzyma i będzie na niego czekać, gdy opuści klasztor w Béthune. Po wyjeździe Rocheforta przeszła do realizacji swej zemsty. Wmówiła Konstancji, że wkrótce przybędą po nią ludzie kardynała udający muszkieterów. Tak że kiedy d’Artagnan i jego przyjaciele przybyli do klasztoru po Konstancję, dziewczynę sparaliżowało ze strachu. Milady, widząc, że nie zdoła jej porwać, otruła ją, używając do tego ukrytej w swoim pierścieniu trucizny.
Milady, uciekając przed żądnymi zemsty muszkieterami, schroniła się w przydrożnym zajeździe. Czekała tam na Rocheforta, ale on się nie zjawił. Zamiast tego w oberży dopadli ją jej wrogowie: Atos, Portos, Aramis i d’Artagnan, do których przyłączyli się również lord de Winter i kat z Béthune (niegdyś kat z Lille). Znaleźli ją oni dzięki kartce, jaką napisała Rochefortowi, a którą ten zgubił podczas jazdy. Milady została pochwycona przez swoich wrogów. Sąd, w którego skład wchodziła cała szóstka wydał na nią wyrok – śmierć. Milady próbowała jeszcze przekupić pilnujących ją służących, ale Atos spostrzegł to i szybko zmienił ich. W przypływie rozpaczy Milady próbowała jeszcze błagać o litość d’Artagnana o pomoc słowami: D'Artagnanie, pamiętaj, że Cię kochałam! I rzeczywiście, młody Gaskończyk chciał ją nawet ratować, ale twarda postawa Atosa sprawiła, że zmienił decyzję. Kobieta długo błagała o darowanie jej życia krzycząc, że nie chce umierać, że jest zbyt młoda na śmierć, jednak żaden z jej sędziów nie okazał jej litości. Milady została przewieziona na drugi brzeg rzeki Lys łodzią. Chciała uciekać, ale poślizgnęła się na mokrej trawie i upadła, co uznała za znak z nieba. Została ścięta mieczem przez kata z Lille. Jej ostatnie słowa brzmiały: Jestem zgubiona! Muszę umrzeć! i zostały wypowiedziane po angielsku. Ciało Milady zostało wrzucone do rzeki.

## Niejasności dotyczące Milady
W powieści Dumasa jest wiele niejasności na temat postaci Milady. Nie wiadomo np. jakiej była narodowości ani religii, kobieta bowiem udawała Angielkę, Francuzkę, katoliczkę oraz purytankę. Prawdopodobnie jednak była Francuzką wyznania katolickiego, co sugeruje pobyt w klasztorze oraz znajomość okolic Bethune jako tych, w których się ponoć wychowała. Jej nazwisko przedmałżeńskie to de Bueil, o którym dowiadujemy się w książce W dwadzieścia lat później. Syn mszcząc się znał właśnie to imię i nazwisko – Anna de Bueil i to samo nazwisko miała, gdy wychodziła za Atosa. To również nazwisko podał synowi Milady kat z Lille, kiedy ten w przebraniu księdza wydobywał z niego fakty dotyczącego zabójstwa jego matki. Jednak hrabia de La Fère podczas sądu nad Milady podaje jako jej nazwisko Karolina Backson. Nie wiemy też, jakim nazwiskiem posługiwała się Milady, gdy wychodziła za pana de Winter – możliwe, że wtedy już używała tytułu lady Clarick, co by oznaczało, że robiła to nielegalnie. Niestety nie jest to wyjaśnione. Nie wiadomo również, czemu używała tytułu hrabiny de Winter, skoro wyszła za lorda (tytuł niższy niż hrabia). Oczywiście jej drugi mąż mógł być hrabią de Winter, a jego młodszy brat, lord de Winter (szwagier Milady) nie mógł dziedziczyć po nim tytułów, ponieważ jego brat miał z Milady syna i to syn dziedziczy po ojcu. Można więc podejrzewać, iż brat lorda de Winter był hrabią de Winter. To by tłumaczyło, dlaczego na dworze Buckinghama Milady była znana jako hrabina. Nie wiadomo jednak w takim razie, czemu po śmierci Milady i pozbawienia jej syna możliwości dziedziczenia tytułów lord de Winter wciąż jest lordem, a nie hrabią? Skoro jego brat byłby hrabią, to z braku innych następców lord winien zostać hrabią, a nie został. Niestety ta sprawa również nie zostaje wyjaśniona przez Dumasa. Przy okazji warte zastanowienia jest to, czy Mordaunt rzeczywiście był synem pana de Winter, czy może też Atosa. Czy to możliwe, by hrabina de Winter była w ciąży, kiedy uciekała po nieudanej egzekucji do Anglii, by znaleźć nowego męża? I czy znalazłaby go na tyle szybko, by wszyscy myśleli, że jej dziecko jest synem obecnego męża? Wydaje się to wątpliwe, ale czy na pewno? Ostatecznie sam Atos w relacjach z Mordanutem wydaje się być dziwnie łagodny, jakby sądził, że chłopak jest jego synem – co nie przeszkodziło mu jednak w obronie własnej zabić syna Milady nożem. Wszystkie te fakty budzą zastanowienie. Syn Milady w trakcie powieści Dwadzieścia lat później mówi o sobie, że ma dwadzieścia trzy lata, jednak jego twarz daje wrażenie, że jest znacznie starszy. Być może więc nie wrażenie i rzeczywiście ma więcej lat, niż to ujawnia. Gdyby tak było, to jego ojcem byłby Atos. W przeciwnym jednak wypadku jest to niemożliwe. Te wszystkie niejasności, czy nawet pewne nieścisłości wynikały z faktu, że Dumas nigdy nie czytał tego, co raz napisał i polegał jedynie na własnej pamięci, wskutek czego w jego powieściach łatwo wynikały podobne nieścisłości związane z wiekiem, wyglądem czy biografią bohatera. Milady nie jest tutaj wyjątkiem od tej reguły.

## Dziedzictwo Milady
Milady de Winter postanowił pomścić jej syn, John Franciszek de Winter znany jako Mordaunt. Chłopak po śmierci matki i ujawnienia jej haniebnego życia przez lorda de Winter został pozbawiony na rozkaz króla Karola I wszystkich praw do dziedziczenia tytułu i ziemi. Również stryj nie chcąc mieć nic wspólnego z potomstwem Milady, wyrzekł się go. Rozgoryczony chłopak ruszył w świat szukając zemsty. Po wybuchu rebelii Olivera Cromwella w Anglii przyjął imię Mordaunt i jako taki został w 1648 roku wysłany z poselstwem do Mazarina. Podróżując po Francji przebrany za mnicha napotkał wicehrabiego de Bragelonne i hrabiego de Guise, którzy zmusili go do udzielenia ostatniego namaszczenia katu z Béthune (niegdyś katu z Lille). Mordaunt wycisnął z niego wszystkie wiadomości na temat samosądu nad Milady, w tym nazwisko jednego z jej sędziów – lorda de Winter, po czym ujawniwszy się katu, kim jest, przebił mu serce nożem. Potem w cywilnym stroju dotarł do Paryża i spotkał się z Mazarinem, którego Cromwell prosił o nieudzielanie pomocy Karolowi I. Mazarin zaś nie tylko się na to zgodził, ale wysłał go do Anglii z dwoma muszkieterami – d’Artagnanem i Portosem (chłopak nie wiedział, że to zabójcy jego matki). Przed wyjazdem do Anglii John Franciszek odwiedził będącego we Francji stryja i zapowiedział mu, iż wie o jego udziale w samosądzie nad Milady i zemści się na nim za to. Śledząc stryja ujrzał go z Atosem i Aramisem. Z podsłuchanej z nimi rozmowy wywnioskował, że brali oni udział w zabójstwie jego matki. W Anglii Mordaunt z d’Artagnanem i Portosem pochwycili Karola I i towarzyszących mu Atosa i Aramisa oraz lorda de Winter, którego chłopak na miejscu zastrzelił. Potem w nagrodę za dobrze wykonane zadanie otrzymał od Cromwella na własność jeńców Atosa i Aramisa. Jednakże ci uciekli z pomocą Portosa i d’Artagnana i próbowali dwukrotnie uwolnić Karola I. Mordaunt jednak skutecznie im to uniemożliwił zjawiając się na miejscu pierwszej próby ucieczki i demaskując muszkieterów, a za drugim razem zgłaszając swoją chęć do odegrania roli kata podczas egzekucji króla Anglii. Mourdant osobiście ściął Karola I mszcząc w ten sposób swoje krzywdy. Pochwycony przez czterech muszkieterów dostał od nich szansę pojedynku z jednym z nich – wybór padł na d’Artagnana. Podczas walki jednak uciekł i dostał się na statek „Błyskawica”, którym muszkieterowie mieli uciec do Francji. Na polecenie Mordaunta statek miał wylecieć w powietrze z muszkieterami na pokładzie, ale czwórka przyjaciół w porę zorientowała się w podstępie i uciekła szalupą. Statek wybuchł, ale Mordaunt ocalał skacząc do wody. Podpłynął do muszkieterów błagając ich o pomoc. Atos ulitował się nad nim, ale syn Milady wciągnął go podstępnie pod wodę próbując utopić. Jednakże przecenił swoje siły – hrabia de La Fère z trudem wydobył nóż i przebił mu serce. Syn Milady zginął nie pomściwszy do końca swojej matki.

## Milady w filmie
Postać Milady kreowały m.in.: 
- Binnie Barnes (wersja z 1939)
- Lana Turner (wersja z 1948)
- Yvone Sanson (wersja z 1953)
- Mylène Demongeot (wersja z 1961)
- Faye Dunaway (Trzej muszkieterowie z 1973 i Czterej muszkieterowie z 1974)
- Margarita Tieriechowa (D’Artagnan i trzej muszkieterowie z 1978)
- Rebecca de Mornay (wersja z 1993)
- Emmanuelle Béart (D’Artagnan i trzej muszkieterowie z 2005)
- Milla Jovovich (wersja z 2011)
- Eva Green (Trzej muszkieterowie: D’Artagnan i Trzej muszkieterowie: Milady z 2023)[4][5]

Zdaniem wielu krytyków najwierniejszy obraz Milady oddała Faye Dunaway w filmach Richarda Lestera. 
Produkcja filmowa D’Artagnan i trzej muszkieterowie z 2005 r. ukazuje Milady jako kobietę, która sprzedała duszę diabłu i korzystała potem z jego mocy do służby kardynałowi Richelieu. Film jest pełen wątków fantastycznych i pokazuje obraz Milady niezgodny z pierwowzorem literackim.
W serialach animowanych Dogtanian i muszkieterowie (znanym też pod tytułem D’Artagnan i trzej muszkieterowie) oraz Powrót Dogtaniana wszystkie postacie są bohaterami królestwa zwierząt (głównie psami), Milady zaś jest kotką, która służy kardynałowi jego agentka, a czasem też i zabójczyni. W pierwszym serialu obok hrabiego de Rocheforta jest głównym wrogiem muszkieterów, w drugim zaś dalej walczy przeciwko głównym bohaterom, ale ostatecznie zmienia się i staje po ich stronie w walce przeciwko wrogom króla.
Współczesna Milady pojawia się w książce Klub Dumas, ale wątek ten nie występuje w filmie Dziewiąte wrota, będącym ekranizacją tej powieści.